# Горисский государственный университет
Горисский государственный университет (арм. Գորիսի պետական համալսարանը, ГГУ) — высшее учебное заведение в Горисе, Сюникская область, единственное в южной части Армении.

## История
В 1967 году в Горисе был открыт предшественник ГГУ — филиал Армянского государственного педагогического университета, обучающий физике и математике. По состоянию на начало 1970-х годов в этом филиале обучалось около 430 студентов. В 1978 году для филиала было построено новое здание.
В 1984 году этот филиал был преобразован в филиал Ереванского политехнического института (ныне Национальный политехнический университет Армении). В 1989 году филиал возглавил Юрий Сафарян, в будущем ставший первым ректором ГГУ.
В 2006 году филиал был преобразован в отдельный Горисский государственный университет. В 2010—2011 учебном году в ГГУ обучалось около 2000 студенто. ГГУ предоставляет инженерное, педагогическое, естественное, гуманитарное и историко-правовое образование.

## Ректоры
- 2006[1]—2016[2]: Юрий Сафарян[арм.]
- 2016—2022[3]: Артуш Гукасян[арм.]
- 2022[4]—н. в.: Тигран Вандунц.

## Структура
- Факультет гуманитарных наук
  - Кафедра филологии и историко-правоведения
  - Кафедра иностранных языков
  - Кафедра общей педагогики и специального образования
  - Сектор изобразительного искусства
- Факультет естественно-научных и инженерно-экономических специальностей
  - Кафедра математики и физико-технических наук
  - Кафедра биологии и химии
  - Кафедра экономики и управления